# Fojnički grbovnik
Fojnički grbovnik predstavlja jedan od najpoznatijih grbovnika u seriji Ilirske heraldike. Iako je izvorni naziv ove knjige Rodoslovje Bosanskoga, aliti Iliričkoga i Serpskoga vladania; zajedno postavljeno po Stanislavu Rubčiću popu. Na slavu Stipana Nemanjića, cara Serbljena i Bošnjaka 1340., Aleksandar Solovjev ga datira u razdoblje između 1675. i 1688. godine, što ga čini znatno kasnijim prijepisom davno izgubljenog izvornika Ohmučevićevog grbovnika. Ime Fojnički grbovnik dodijeljen je jer se od davnina čuva u franjevačkom samostanu u Fojnici.

## Povijest
Za Fojnički grbovnik prvi interes su pokazali stranci. Grof Ladislav Festetics od Tolne se 1837. godine obratio provincijalu bosanskih franjevaca fra Andriji Kujundžiću iz Kreševa da mu nabavi kopiju ovog priručnika. Grbovnik je prvi put opisao fra Ivan Franjo Jukić. Iako pripada mnogo kasnijem vremenu, Fojnički grbovnik se skoro u potpunosti oslanja na srednjovjekovnu heraldičku tradiciju. 

## Sadržaj
Fojnički grbovnik počinje popisom Grbova plemenitih obiteljih ilirskih po redu slovah izvagjeni iz starinskih knjigah fojničkih. Taj popis po abecednom redu obuhvaća pet strana na kojima su popisane tadašnje plemićke obitelji. Nakon toga slijedi slika Bogorodice, zaštitnice Ilira i bosanskog kraljevstva, a zatim i prikaz zaštitnika kuće Nemanjića – svete braće Kuzme i Damjana. Na sljedećoj stranici se nalazi izvorni naslov Fojničkog grbovnika: Popis grbova plemenitih obiteljih ilirskih po redu slovah izvagjeni iz starinskih knjigah fojničkih, s franjevačkom potvrdom koju je 8. srpnja 1800. godine u Kraljevoj Sutjesci dopisao biskup i apostolski vikar fra Grga Ilić. Potvrda je pisana latinskim jezikom, a potvrđuje da se ovaj grbovnik u Franjevačkom samostanu u Fojnici brižno čuva od pamtivijeka, naime od zauzeća bosanskog kraljevstva. Nakon toga slijedi slika Svetog Jeronima, zaštitnika Ilira, i na posebnom listu, zajednički grb složen od grbova 9 slavenskih zemalja (Makedonije, Slavonije, Bosne, Bugarske, Dalmacije, Srbije, Hrvatske, Raške i Primordie) i dvije vladarske kuće (Nemanjića i Kotromanića). Zatim slijede svaki od tih grbova pojedinačno (uz još jedan grb koji im je dodan – grb nepostojeće zemlje Ilirije).
Nadalje slijedi 126 grbova koji predstavljaju znakove znamenitih plemićkih porodica koji svoje porijeklo vuku s područja Hrvatske, Bosne, Hercegovine i Srbije.
- Grb Hrvatske
- Tvrtkov grb
- Grb "Frankopanovića"
- Grb Ilirije

## Vanjske poveznice
- Fojnički grbovnik  Arhivirana inačica izvorne stranice od 9. svibnja 2016. (Wayback Machine), Franjevački samostan Duha Svetoga u Fojnici, pretisak s komentarima, (PDF)